# Clemelis majuscula
Clemelis majuscula är en tvåvingeart som beskrevs av Louis-Paul Mesnil 1954. Clemelis majuscula ingår i släktet Clemelis och familjen parasitflugor. Inga underarter finns listade i Catalogue of Life.